# Cardenio (personaje)

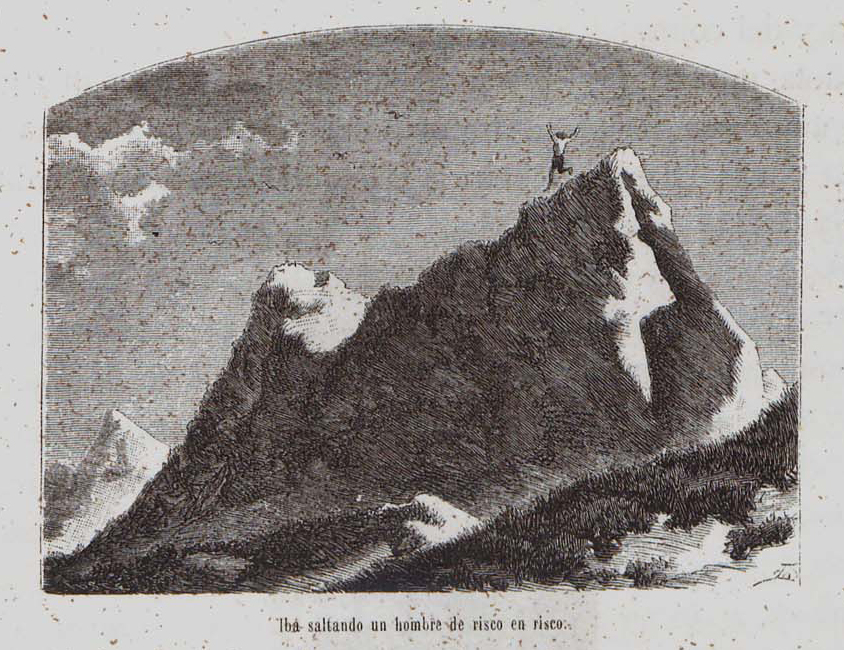
Cardenio saltando de risco en risco

Cardenio es un personaje ficticio de la novela Don Quijote de la Mancha de Miguel de Cervantes.
Aparece en la primera parte de la novela, publicada en 1605. Cardenio era un personaje al que Don Quijote y Sancho Panza se encontraron cuando iban por un bosque de Sierra Morena. Cardenio era conocido como "el loco de Sierra Morena", y causó una profunda impresión en Alonso Quijano. Cardenio les explica una historia de amor y desventura con una joven llamada Luscinda.
Inspiró la Historia de Cardenio, una pieza teatral atribuida a John Fletcher y William Shakespeare que se encuentra perdida.    La investigadora Diana Álvarez Amell glosó su figura en La historia de Cardenio: la parodia de una alegoría.
En 1832 Ventura de la Vega escribió una zarzuela sobre el episodio de Cardenio, titulada Don Quijote en Sierra Morena, que no llegó a estrenarse. En 1833 G. Donizetti estrena en el Teatro Valle de Roma su ópera Furioso all'isola di San Domingo, cuyo libreto se inspira en la historia de Cardenio.
Gustavo Adolfo Bécquer y Luis García de Luna escribieron en 1857 el libreto en verso de La venta encantada, firmada con el seudónimo de Adolfo García. Esta obra, inspirada en el episodio de Cardenio del Quijote, se representó por primera vez como ópera con música de Miguel Planas el 9 de febrero de 1871 en el Teatro Nacional de México y como zarzuela con música de Antonio Reparaz el 21 de noviembre de 1871 en el Teatro de la Zarzuela de Madrid.